# Erik Thommesen
Erik Thommesen (Kopenhagen, 15 februari 1916 - 22 augustus 2008) was een Deens beeldhouwer.
Thommesen studeerde zoölogie en maakte zich als autodidact het beeldhouwen meester.
In zijn werk, waarmee hij in 1937 begon, is een duidelijke invloed van het Kubisme en de Primitieve kunst aanwezig. Aanvankelijk zijn bekende vormen zichtbaar, later wordt zijn werk steeds abstracter. Hij werkte voornamelijk in hout, maar ook enkele keren in graniet.
Van 1944 tot 1949 was Thommesen lid van Høst, een Deense kunstenaarsbeweging. Hij kwam in aanraking met de Nederlands-Belgisch-Deense beweging CoBrA, met wie hij op tentoonstellingen in Amsterdam en Luik vertegenwoordigd was.
- International Standard Name Identifier: 0000 0000 7894 5806
- KulturNav: 23936103-929c-4bb4-a82f-32f48706578a
- Library of Congress Control Number: n2001006337
- RKD-Nederlands Instituut voor Kunstgeschiedenis: 207141
- Union List of Artist Names: 500083217
- Virtual International Authority File: 51027603
- WorldCat: E39PBJxWTQc9cpPrDYMDkxFxjC